# Agrostis taliensis
Agrostis taliensis é uma espécie de gramínea do gênero Agrostis, pertencente à família Poaceae.